# Komornok

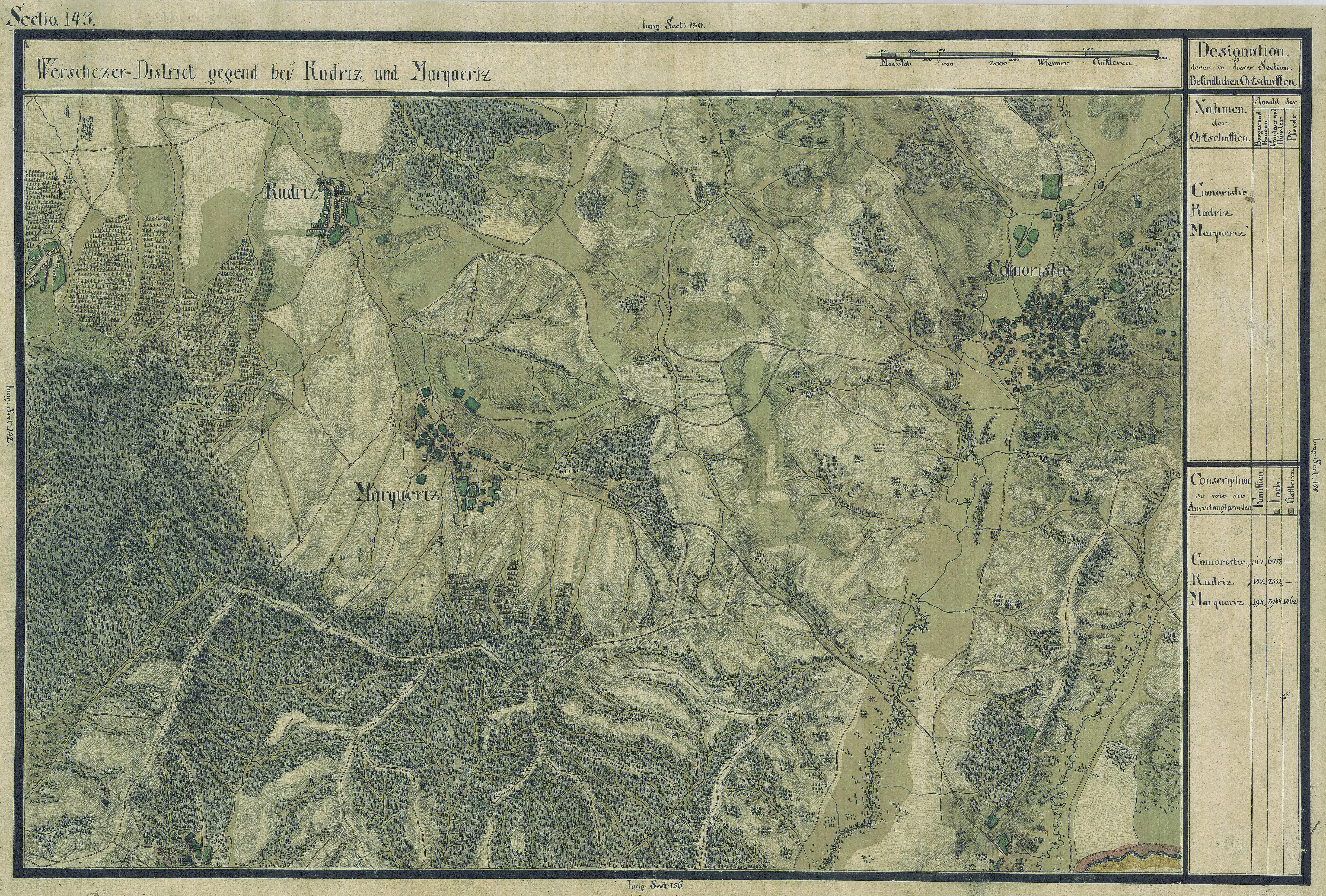
Komornok egy régi, 1700-as évekből való térképen

Komornok románul: Comorâște, falu Romániában, a Bánságban, Krassó-Szörény megyében.

## Fekvése
Oravicabányától északnyugatra fekvő település.

## Története
Komornok nevét 1597-ben említette először oklevél pr. Komoristie néven. 1690-ben Komoriste, 1808-ban Komoristye, 1913-ban  Komornok néven írták.
1851-ben Fényes Elek írta a településről: „Komoristye, Krassó vármegyében, oláh falu, Kákovához 1 órányira: 13 katholikus, 1374 óhitű lakossal, s anyatemplommal. Bírja Deszpinics és Lazarovics család.”
A trianoni békeszerződés előtt Krassó-Szörény vármegye Oravicabányai járásához tartozott.
1910-ben 1553 lakosából 1340 román, 77 német, 48 magyar volt. Ebből 1086 görög keleti ortodox, 343 görögkatolikus, 107 római katolikus  volt.